# سونيا ندونيما
سونيا ندونيما (بالبرتغالية: Sónia Ndoniema) مواليد 15 سبتمبر 1985 في لواندا، هي لاعبة كرة سلة أنغولية. بدأت مسيرتها الاحترافية في سنة 2002. وتحمل الرقم 10. مثلت منتخب بلادها. شاركت في دورة الألعاب الأولمبية الصيفية سنة 2012. حققت المركز الأول في بطولة أمم أفريقيا لكرة السلة للسيدات 2011.

## سجل المنافسة
شاركت في المنافسات التالية:
- الألعاب الأولمبية الصيفية 2012
- كأس العالم لكرة السلة للسيدات 2014
- بطولة أمم أفريقيا لكرة السلة للسيدات 2007
- بطولة أمم أفريقيا لكرة السلة للسيدات 2009
- بطولة أمم أفريقيا لكرة السلة للسيدات 2011
- بطولة أمم أفريقيا لكرة السلة للسيدات 2013

## الميداليات
| الميدالية | المسابقة                                  |
| --------- | ----------------------------------------- |
| ذهبية     | بطولة أمم أفريقيا لكرة السلة للسيدات 2011 |
| ذهبية     | بطولة أمم أفريقيا لكرة السلة للسيدات 2013 |
| برونزية   | بطولة أمم أفريقيا لكرة السلة للسيدات 2007 |
| برونزية   | بطولة أمم أفريقيا لكرة السلة للسيدات 2009 |

## روابط خارجية
- سونيا ندونيما على موقع الاتحاد الدولي لكرة السلة (الإنجليزية)
- سونيا ندونيما على موقع كرة السلة الأوروبية.كوم (الإنجليزية)
- سونيا ندونيما على موقع بروبوليرز (الإنجليزية)
- سونيا ندونيما على موقع سبورتس رفرنس (الإنجليزية)
- سونيا ندونيما على موقع اللجنة الأولمبية الدولية (الإنجليزية)
- سونيا ندونيما على موقع أوليمبيديا (الإنجليزية)